# Класичний провулок
Класичний провулок — провулок у Шевченківському районі Харкова, у районі театру ім. Шевченка. Довжина 280 метрів. Починається від Римарської вулиці, від перехрестя з провулком Грабовського. Класичний провулок іде на захід, спускаючись похилим рельєфом до Клочківської вулиці. По вихідних днях у провулку працює книжковий блошиний ринок.

## Будівлі
- № 2 — піцерія «Maranello»;
- № 3 — на непарному боці провулку розташована цегляна підпорна стіна з контрфорсами, зведена в 1900 році за проектом невідомого архітектора. Пам'ятка архітектури, охоронний № 436;
- № 6 — у цьому одноповерховому будинку в 1896—1897 роках мешкав російський художник М. О. Врубель, дружина якого отримала ангажемент у Харківському оперному театрі[1].
- № 8 — житловий будинок, зведений у 1913 році за проектом архітектора Бориса Корнієнка. Пам'ятка архітектури, охоронний № 437. У будинку також розміщується Харківська міська поліклініка № 26 (поліклінічне відділення)[2];
- № 10 — багатоквартирний 3-поверховий житловий будинок. На момент вересня 2020 року майже повністю демонтований (залишилась занедбана прибудова)[3];
- № 12 — дворове місце належало дружині губернського секретаря Катерині Бліновій[4]. Тут стояв невеликий дерев'яний одноповерховий будинок її батьків, зведений ще в XIX столітті. У 1858 році Блінова збудувала одноповерховий дерев'яний будинок на кам'яному напівповерсі з залізним дахом за типовим проектом інженера Харківської казенної палати Денисенкова. У підвалі розташовувалися печі для опалення, кухня та три житлові кімнати для здачі в оренду. На другому поверсі знаходилися шість житлових кімнат, вхід в які здійснювався з дерев'яної галереї. У кожній кімнаті один з кутів займала піч та було по дві двері. У найбільших кімнатах вікна виходили на вулицю. Всі зручності розташовувалися на дворі. У тому ж 1858 році були побудовані дерев'яні житлові служби на кам'яному фундаменті, а зліва під ним був влаштований кам'яний льох з окремим входом. Більшу частину цієї будівлі пристосували для проживання прислуги. Будинок і колишні житлові служби вціліли до наших днів майже без змін[5].

## Класичний провулок на мапах Харкова
На мапі Харкова за 1804 рік показана балка, якою пізніше пройде провулок. На мапі Харкова за 1817 рік вже показаний сам провулок.

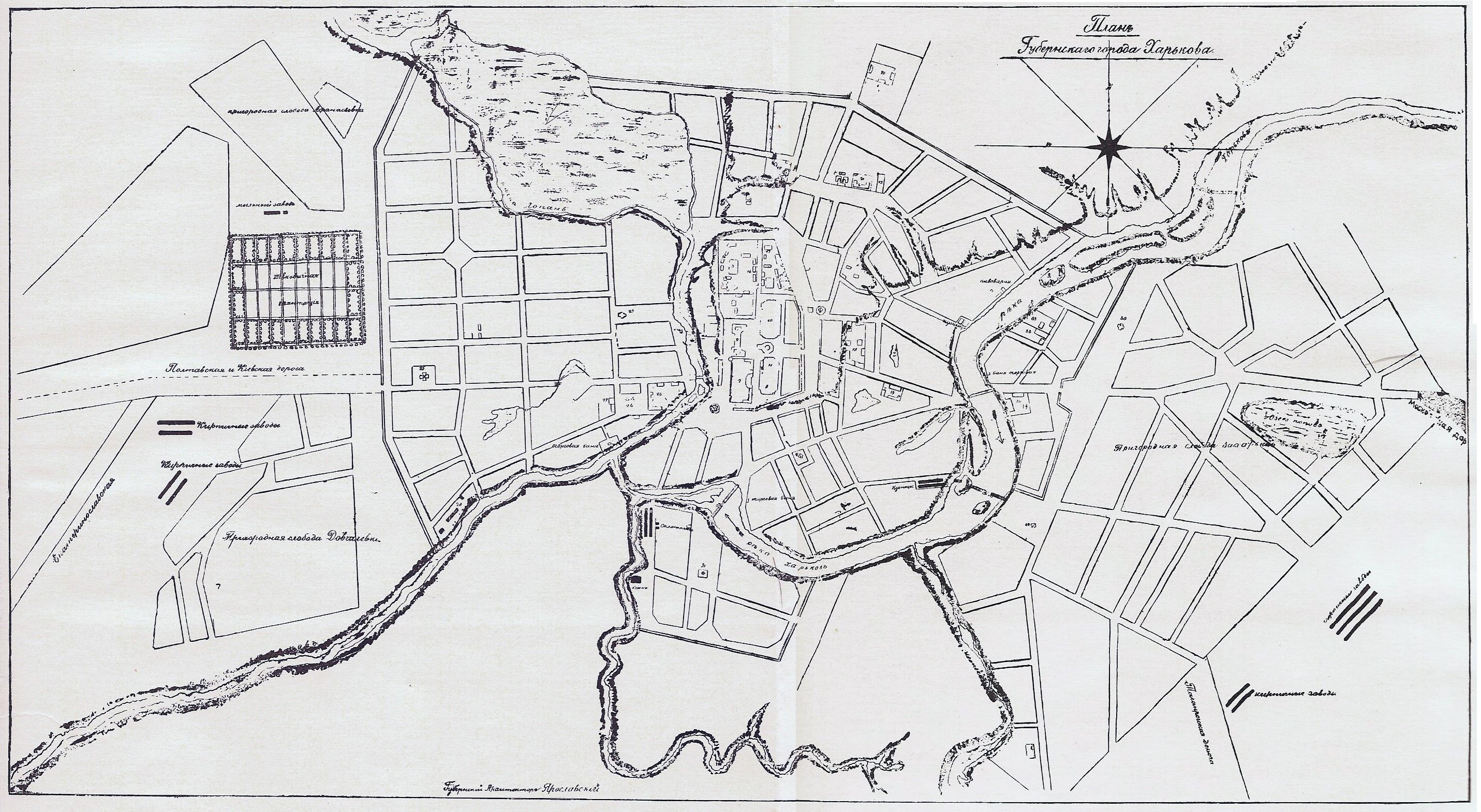
Мапа Харкова 1804 року
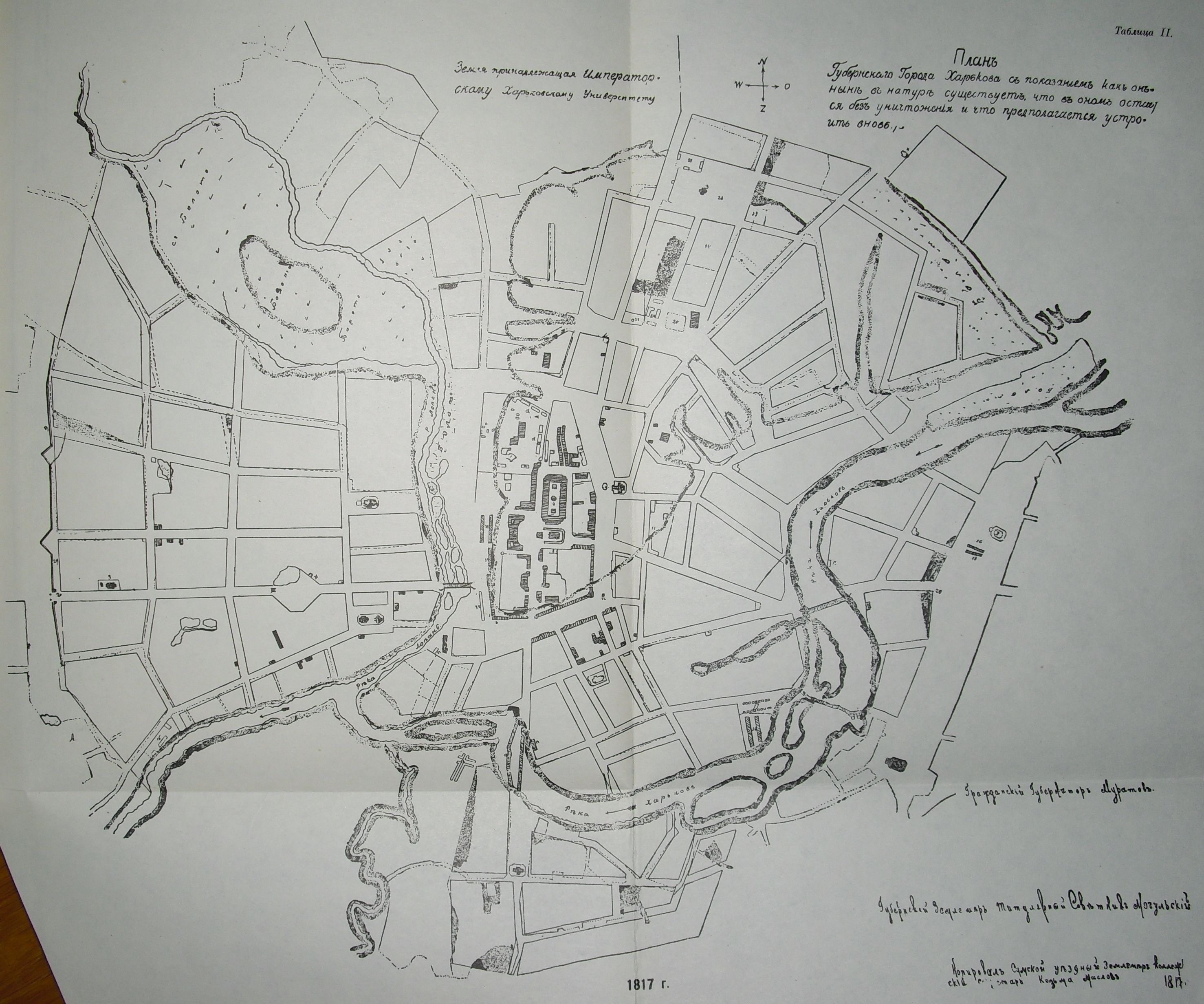
Мапа Харкова 1817 року

## Зображення

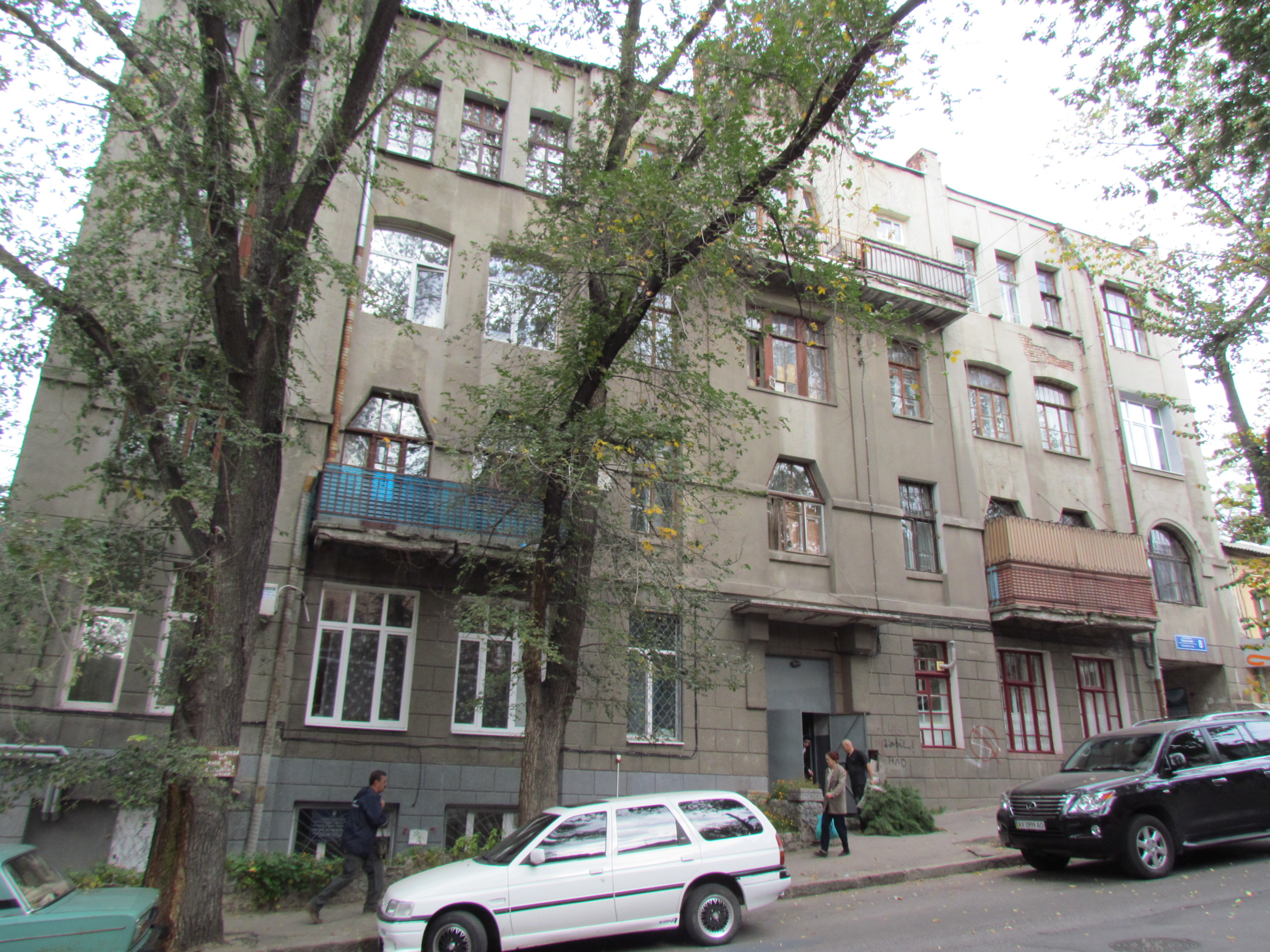
Будинок № 8
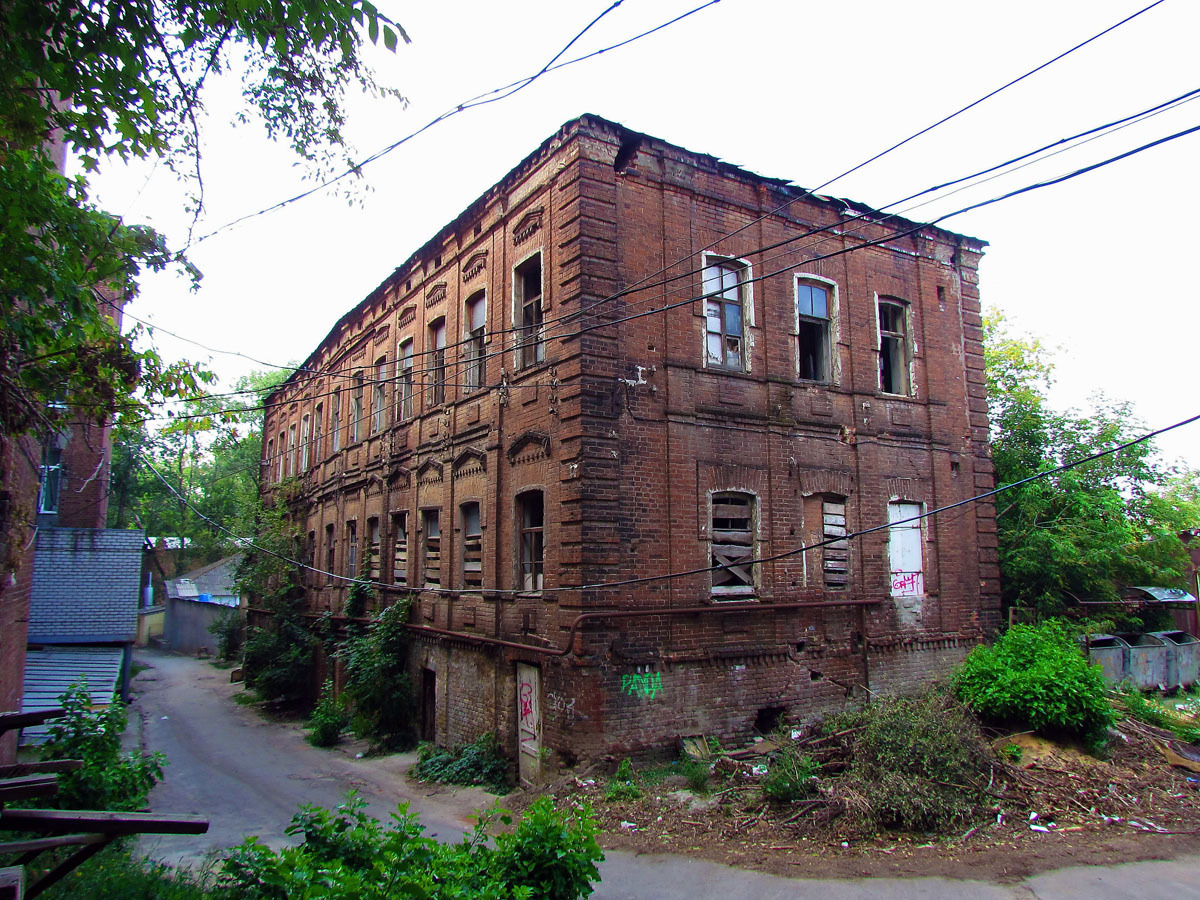
Будинок №10, 27 серпня 2015 року
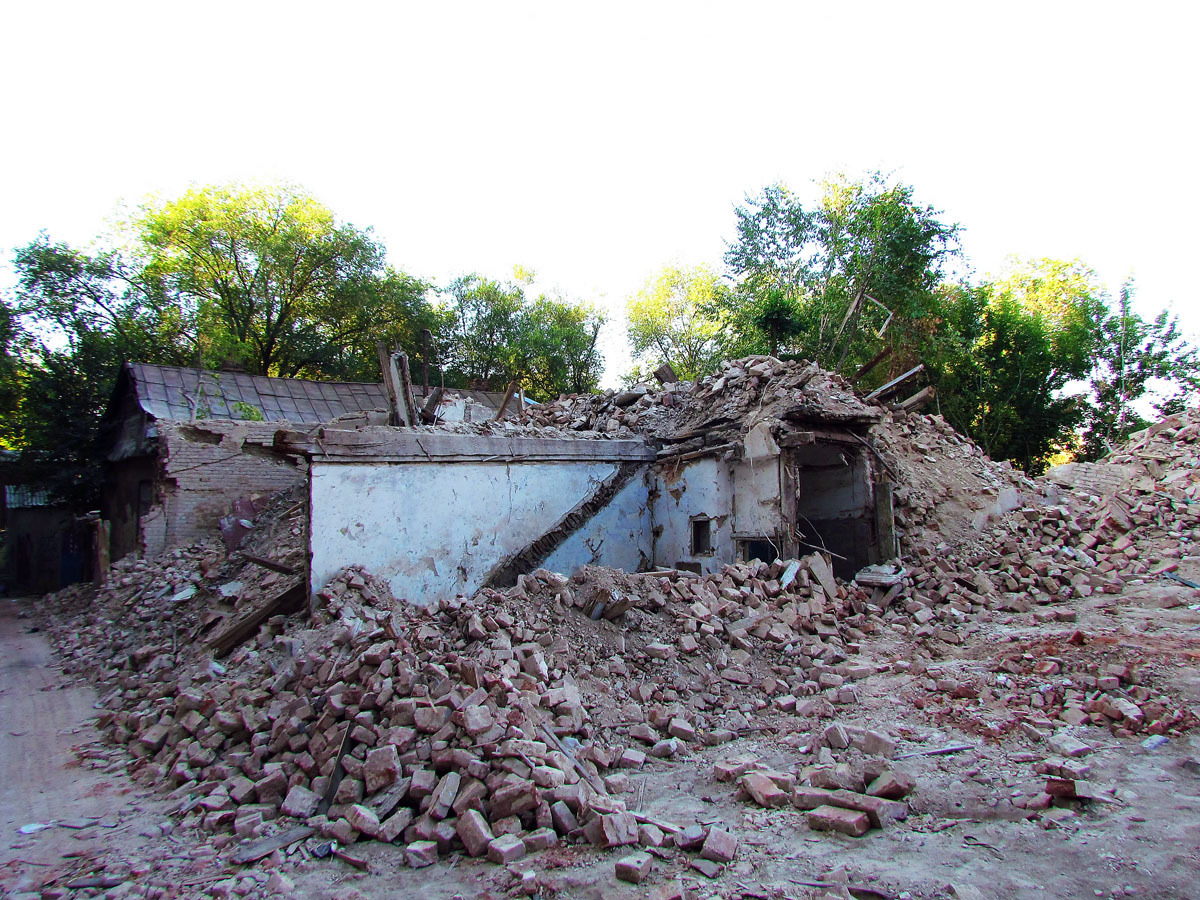
Будинок №10,10 вересня 2019 року
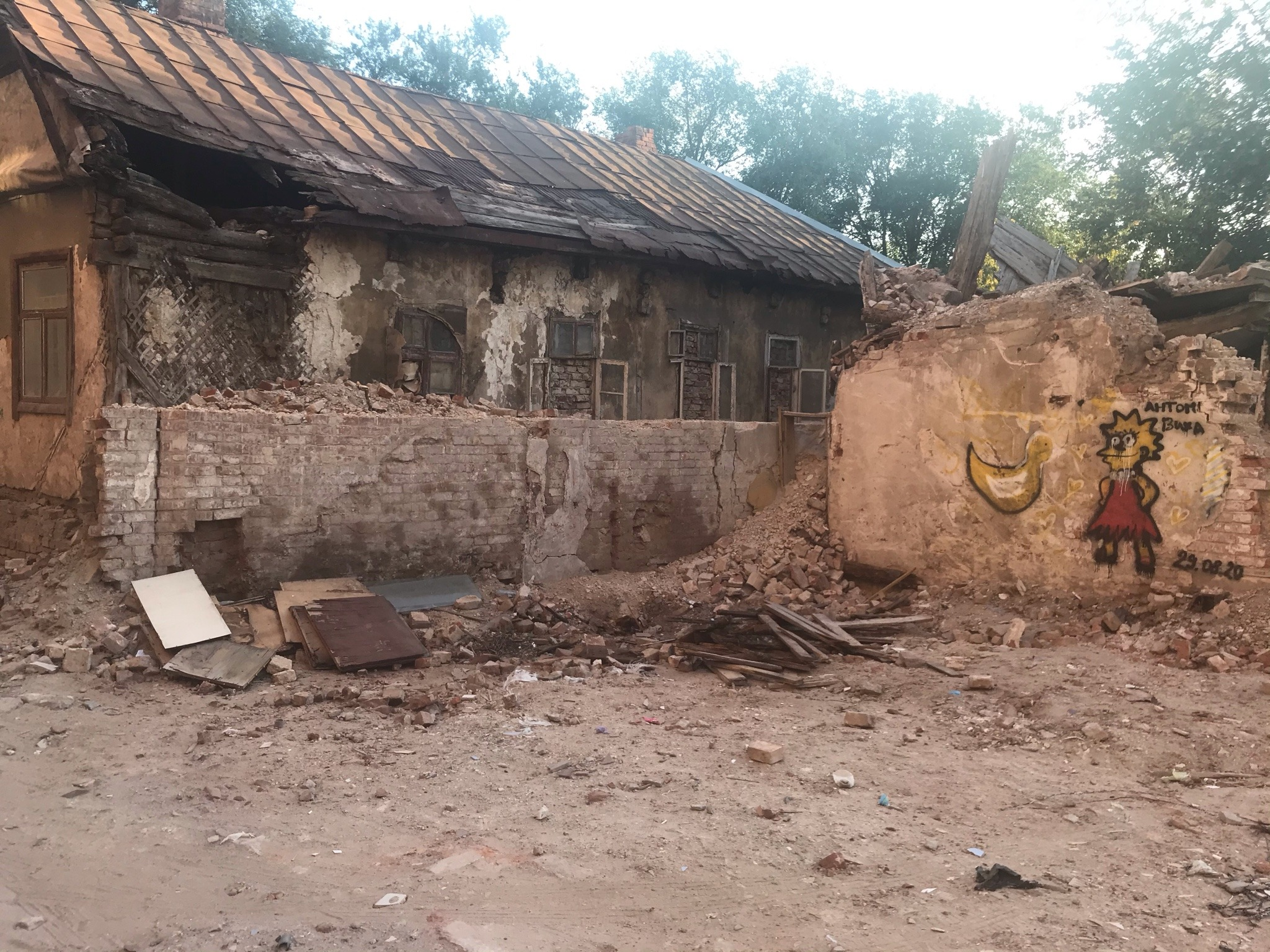
Будинок №10, 14 вересня 2020 року
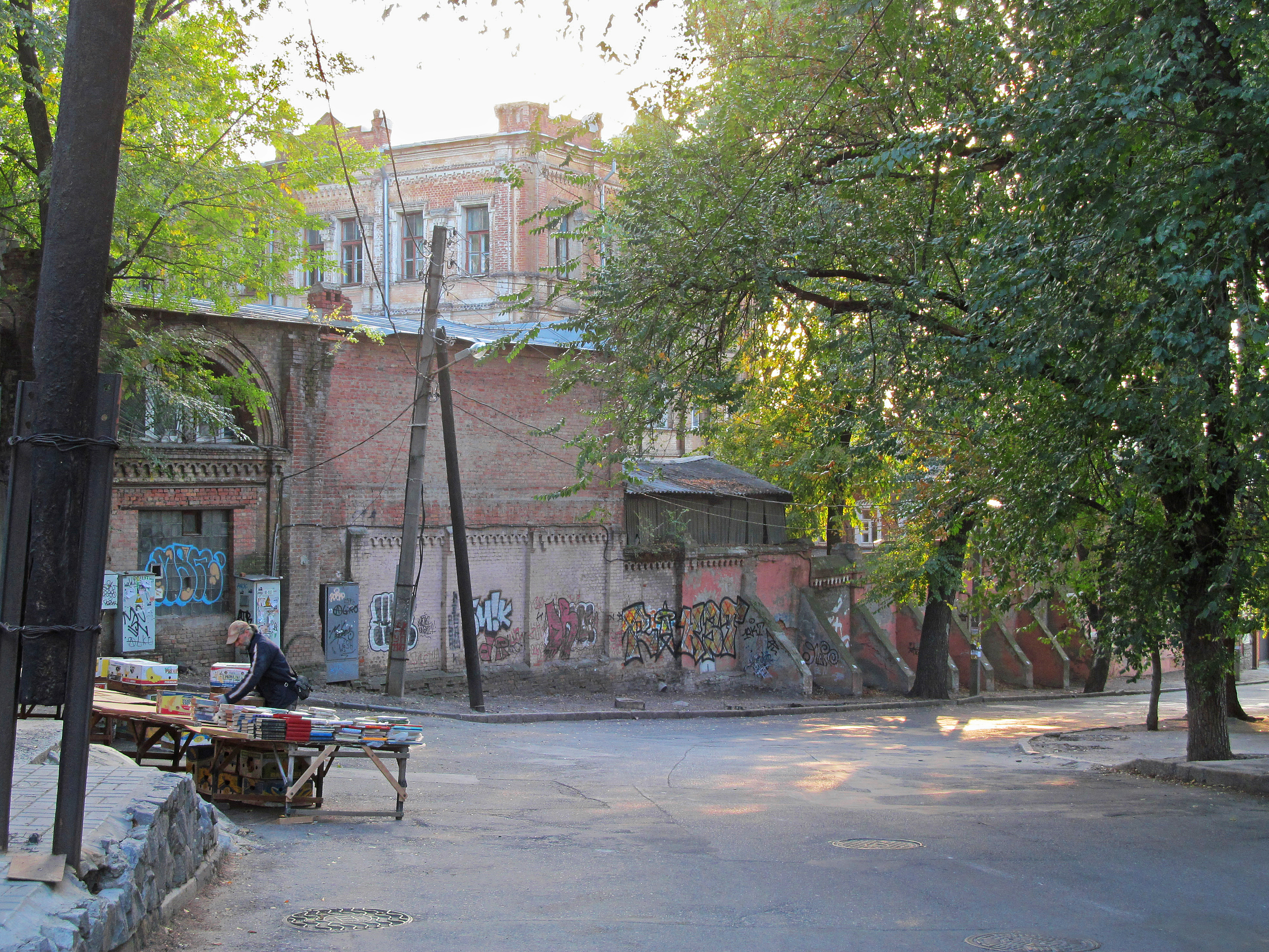
Продавець книг згортає торгівлю. На задньому плані підпорна стіна з контрфорсами